# Ligulodiaptomus mariadvigae
Ligulodiaptomus mariadvigae is een eenoogkreeftjessoort uit de familie van de Diaptomidae. De wetenschappelijke naam van de soort is voor het eerst geldig gepubliceerd in 1922 door Brehm.